# MOBKL1A
MOBKL1A‏ (MOB kinase activator 1B) هوَ بروتين يُشَفر بواسطة جين MOBKL1A في الإنسان.